# Barcelona (un mapa)
Barcelona (un mapa) es una película española dirigida por Ventura Pons en el año 2007 basada en la obra de teatro Barcelona, mapa de sombras de Lluïsa Cunillé.

## Argumento
Un matrimonio de ancianos decide realquilar su piso del Ensanche de Barcelona. Además del hermano de la mujer, acogen a una profesora de francés, a un joven vigilante de seguridad y a una sudamericana embarazada. Los seis comparten su soledad, pero también sus particulares formas de concebir el amor y el sexo. Cuando el anciano, antiguo portero de la ópera del Liceo y aficionado al travestismo, se da cuenta de que le queda poco tiempo de vida, les pide a todos que dejen la casa para disfrutar de su final.

## Reparto
- Núria Espert: Rosa
- Josep Maria Pou: Ramón
- Rosa Maria Sardà: Lola
- Jordi Bosch: Santi
- María Botto: Violeta
- Pablo Derqui: David
- Daniel Medrán: General Sánchez
- Ramon Villegas: Chapero
- Miranda Makaroff: Rosa adolescente
- Alain Hernández: Juan Rubio
- Salvador Téllez: Padre Rosa
- Janis Ases: Rosa niña
- Àlex Gil: Santi niño
- Jaume Borràs: Abuelo Rosa
- Germán Parreño: Hijo Lola